# Ainerigone saitoi
Ainerigone saitoi är en spindelart som först beskrevs av Ono 1991.  Ainerigone saitoi ingår i släktet Ainerigone och familjen täckvävarspindlar. Inga underarter finns listade i Catalogue of Life.